# Episodi di Rutherford Falls - Amici per la vita (seconda stagione)
La seconda e ultima stagione della serie televisiva Rutherford Falls - Amici per la vita è stata pubblicata sul servizio streaming Peacock TV il 16 giugno 2022.
In Italia invece è stata pubblicata sulla medesima piattaforma il 27 giugno 2022.
| nº | Titolo originale               | Titolo italiano       | Pubblicazione USA | Pubblicazione Italia |
| -- | ------------------------------ | --------------------- | ----------------- | -------------------- |
| 1  | White Man in the Cupboard      | Progetti turistici    | 16 giugno 2022    | 27 giugno 2022       |
| 2  | The New Curator                | Il nuovo curatore     | 16 giugno 2022    | 27 giugno 2022       |
| 3  | Aunt Sue                       | Zia Sue               | 16 giugno 2022    | 27 giugno 2022       |
| 4  | Land Back                      | Le conoscenze giuste  | 16 giugno 2022    | 27 giugno 2022       |
| 5  | Adirondack S3                  | Adirondack            | 16 giugno 2022    | 27 giugno 2022       |
| 6  | Halloween                      | Halloween             | 16 giugno 2022    | 27 giugno 2022       |
| 7  | Firefighters Pancake Breakfast | La festa dei pompieri | 16 giugno 2022    | 27 giugno 2022       |
| 8  | Election                       | Elezioni              | 16 giugno 2022    | 27 giugno 2022       |